# Arqaneh
Arqaneh (persiska: ارقنه) är en ort i Iran.   Den ligger i provinsen Östazarbaijan, i den nordvästra delen av landet, 400 km nordväst om huvudstaden Teheran. Arqaneh ligger 1 802 meter över havet och antalet invånare är 432.
Terrängen runt Arqaneh är kuperad åt nordost, men åt sydväst är den platt. Runt Arqaneh är det ganska glesbefolkat, med 22 invånare per kvadratkilometer. Närmaste större samhälle är Hashtrūd, 14,2 km sydost om Arqaneh. Trakten runt Arqaneh består i huvudsak av gräsmarker.